# Poțărnenți, Pernik
Poțărnenți (în bulgară Поцърненци) este un sat în comuna Radomir, regiunea Pernik,  Bulgaria. 

## Demografie
Componența etnică a satului Poțărnenți
     Bulgari (100%)
     Nicio identificare (0%)
     Altele (0%)
La recensământul din 2011, populația satului Poțărnenți era de 80 locuitori. Din punct de vedere etnic, toți locuitorii erau bulgari.